# Pachyptila

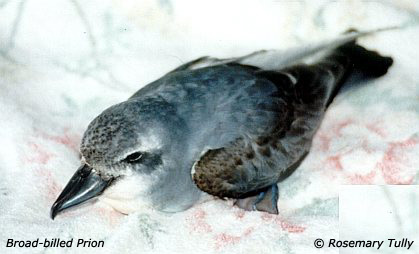
Pato-petrel piquiancho.

Pachyptila es un género de aves procelariformes de la familia de los petreles (Procellariidae), que incluye a seis especies de pequeñas aves marinas conocidas como pato-petreles. Se encuentran en los océanos del hemisferio sur y anidan en islas subantárticas. Crecen de 20 a 27 cm, y tienen las partes superiores en colores grices azulados. Tres especies  tienen picos planos con filamentos que filtran el plancton. Se alimentan de pequeños crustáceos como copépodos, ostrácodos, decápodos, y kril, así como también de peces como mictófidos y nototenias.

## Especies
- Pato-petrel piquicorto (Pachyptila turtur)
- Pato-petrel picofino (Pachyptila belcheri)
- Pato-petrel picogrueso (Pachyptila crassirostris)
- Pato-petrel piquiancho (Pachyptila vittata)
- Pato-petrel antártico (Pachyptila desolata)
- Pato-petrel de Salvin (Pachyptila salvini)